# Schlacht von Tempsford
Die Schlacht von Tempsford fand im Jahre 917 in England statt.
Im Jahre 917 zog die Gruppe der Dänen, die in Huntingdon beheimatet war, nach Tempsford in Bedfordshire um. Andere Dänen aus dem Königreich East Anglia folgten ihnen. Sie errichteten und befestigten dort eine neue Burh, die als vorgeschobene Operationsbasis für Angriffe auf das englische Gebiet dienen sollte. Später im selben Jahr, nachdem den Dänen ein Angriff auf Bedford misslungen war, wurden sie von einer englischen Streitmacht, die von König Eduard dem Älteren angeführt wurde, angegriffen. Dieser Angriff war Teil der im Jahr 917 großangelegten Offensive auf die dänischen Gebiete in East Anglia und das südöstliche Mercia. Die Burh wurde gestürmt und ein dänischer König, vermutlich der von East Anglia, zusammen mit dem Earl Toglos und Mannas und vielen ihrer Anhänger getötet. Der Rest wurde gefangen genommen.